# Grevillea aspera
Grevillea aspera är en tvåhjärtbladig växtart som beskrevs av Robert Brown. Grevillea aspera ingår i släktet Grevillea och familjen Proteaceae. Inga underarter finns listade i Catalogue of Life.